# Johan Berg
Johan Berg (ur. 20 marca 1995) – norweski narciarz dowolny, specjalizuje się w Slopestyle'u i Half-pipe'ie. Jak dotąd nie startował na igrzyskach olimpijskich ani na mistrzostwach świata. Najlepsze wyniki w Pucharze Świata osiągnął w sezonie 2010/2011, kiedy to zajął 121. miejsce w klasyfikacji generalnej, a w klasyfikacji halfpipe'u był 23.

## Sukcesy

### Puchar Świata

#### Miejsca w klasyfikacji generalnej
- 2010/2011 – 121.
- 2011/2012 – -
- 2012/2013 –

#### Zwycięstwa w zawodach
1. Silvaplana – 9 lutego 2013 (Halfpipe)